# Cosmographia (Sebastian Münster)
Cosmographia, s německým podtitulem Cosmographia. Beschreibung aller Laender (z řeckých slov kosmos - svět, grafein - popisovat) německého humanistického učence, teologa a kosmografa Sebastiana Münstera (1488–1552) z roku 1544 je nejstarším německojazyčným encyklopedickým místopisem tehdejšího známého světa.

## Historie
Spis měl řadu vydání jak v původní němčině, tak i v dalších evropských jazycích, včetně češtiny (překlad Zikmund z Púchova, 1554), latiny, francouzštiny (překlad François de Belleforest), italštiny a angličtiny. Poslední německé vydání vyšlo v roce 1628, dlouho po autorově smrti.
Cosmographia byla jednou z nejúspěšnějších a nejoblíbenějších knih 16. století. Za 100 let bylo vydáno 24 verzí. K úspěchu přispěly pozoruhodné dřevoryty, jejichž autory byli Hans Holbein ml., Urs Graf, Hans Rudolph Manuel Deutsch a David Kandel. Cosmographia patřila mezi nejdůležitější geografická pojednání v Evropě 16. století. Obsahuje mj. mapu „Tabula novarum insularum“, pokládanou za první, která polohu amerického kontinentu ukazuje geograficky přesně.
Dřívějšími pracemi Sebastiana Münstera na podobné geografické téma byly Germania descriptio (1530) a Mappa Europae (1536). V roce 1540 vydal ilustrované latinské vydání Ptolemaiovy Geographie.

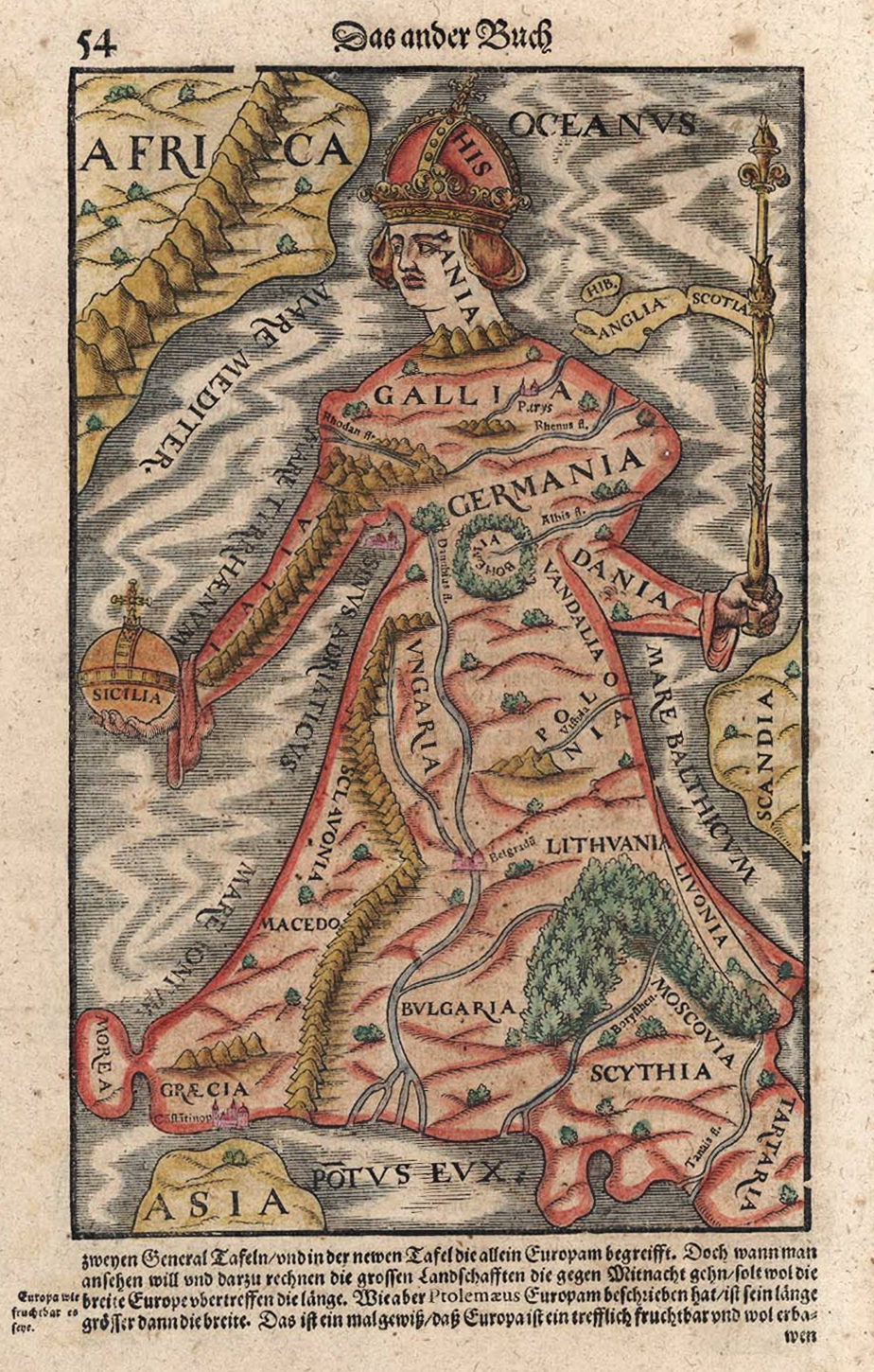
Europa regina v roce 1570 Cosmographia

V roce 1598 byl obsah následující:
Kniha I.: Astronomie, Matematika, Geografie, Cartografie
Kniha II.: Anglie, Skotsko, Irsko, Španělsko, Francie, Belgie, Nizozemsko, Lucembursko, Savoy, Trier, Itálie
Kniha III.: Německo, Alsasko, Švýcarsko, Rakousko, Kraňsko, Istrie, Čechy, Morava, Slezsko, Pomořansko, Prusko, Livland
Kniha IV.: Dánsko, Norsko, Švédsko, Finsko, Island, Uhersko, Polsko, Litva, Rusko, Valašsko, Bosna, Bulharsko, Srbsko, Řecko, Turecko
Kniha V.: Malá Asie, Kypr, Arménie, Palestina, Arábie, Persie, Střední Asie, Afghánistán, Scythia, Tartary, Indie, Cejlon, Barma, Čína, Východní Indie, Madagaskar, Zanzibar, Amerika
Kniha VI.: Mauretánie, Tunisko, Libye, Egypt, Senegal, Gambie, Mali, Jižní Afrika, východní Afrika

## Edice
- Německy v letech 1544, 1546, 1548, 1550, 1553, 1556, 1558, 1561, 1564, 1567, 1569, 1572, 1574, 1578, 1588, 1592, 1598, 1614, 1628
- Latinsky v letech 1550, 1552, 1554, 1559, 1572
- Francouzsky v letech 1552, 1556, 1560, 1565, 1568, 1575
- Česky v roce 1554
- Italsky v letech 1558, 1575

## Galerie

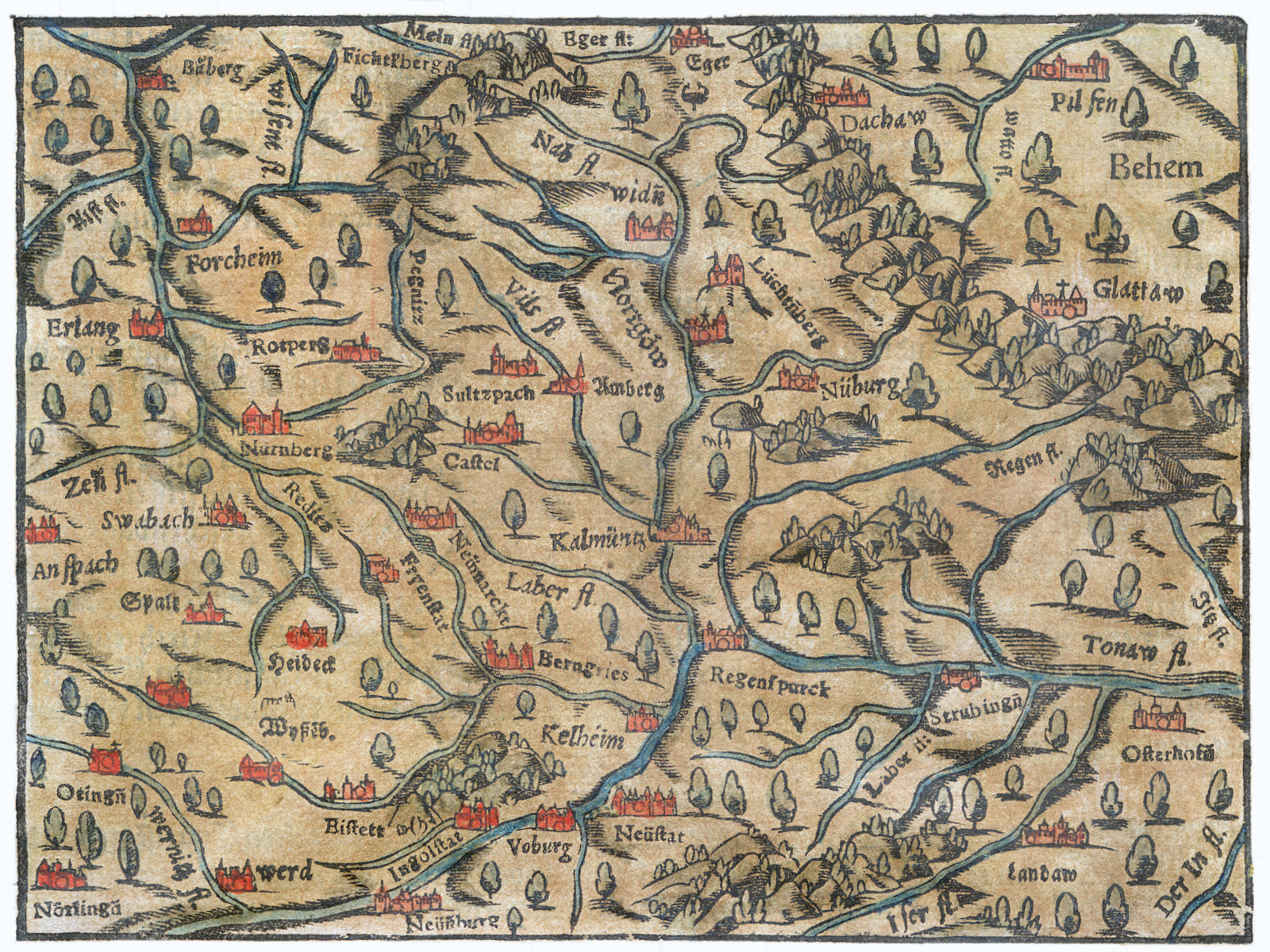
Mapa Nordgau
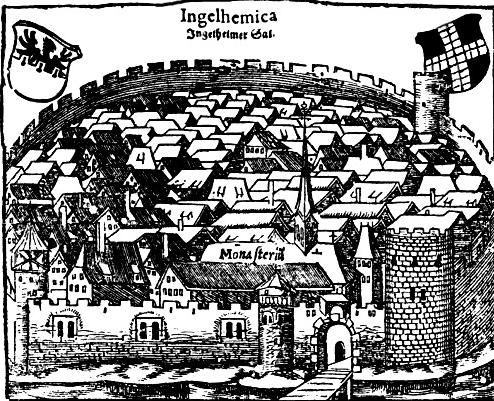
Ingelheim
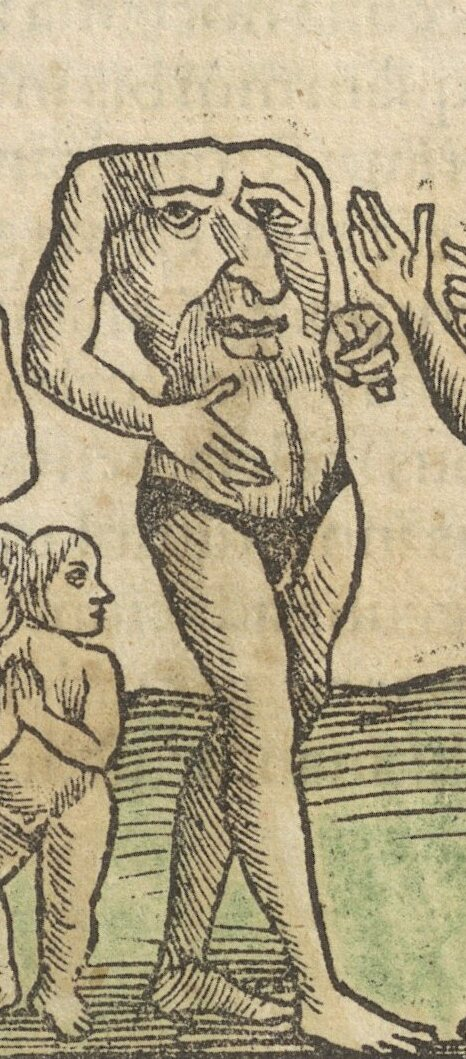
Blemmye, fantastické stvoření
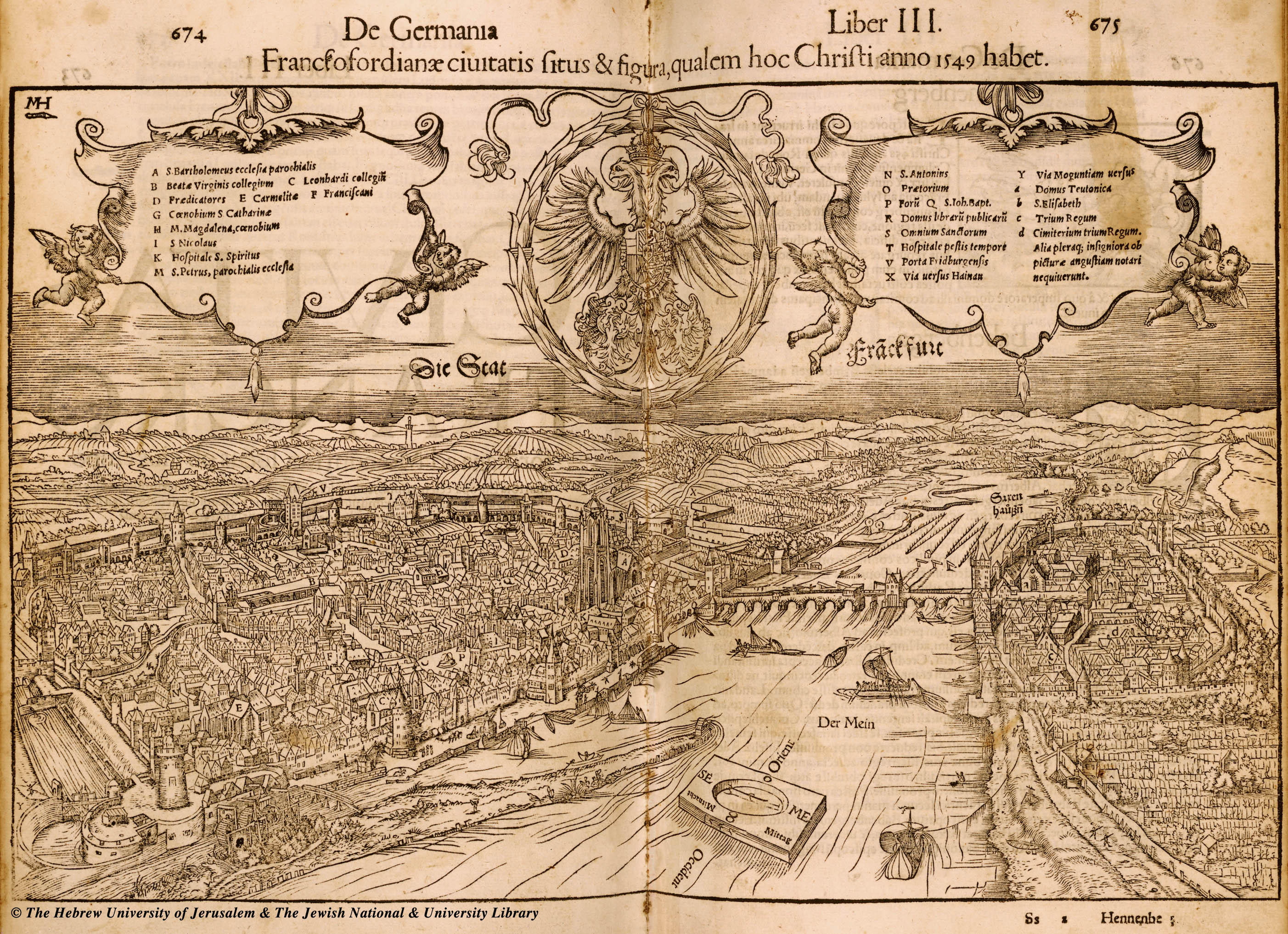
Frankfurt nad Mohanem
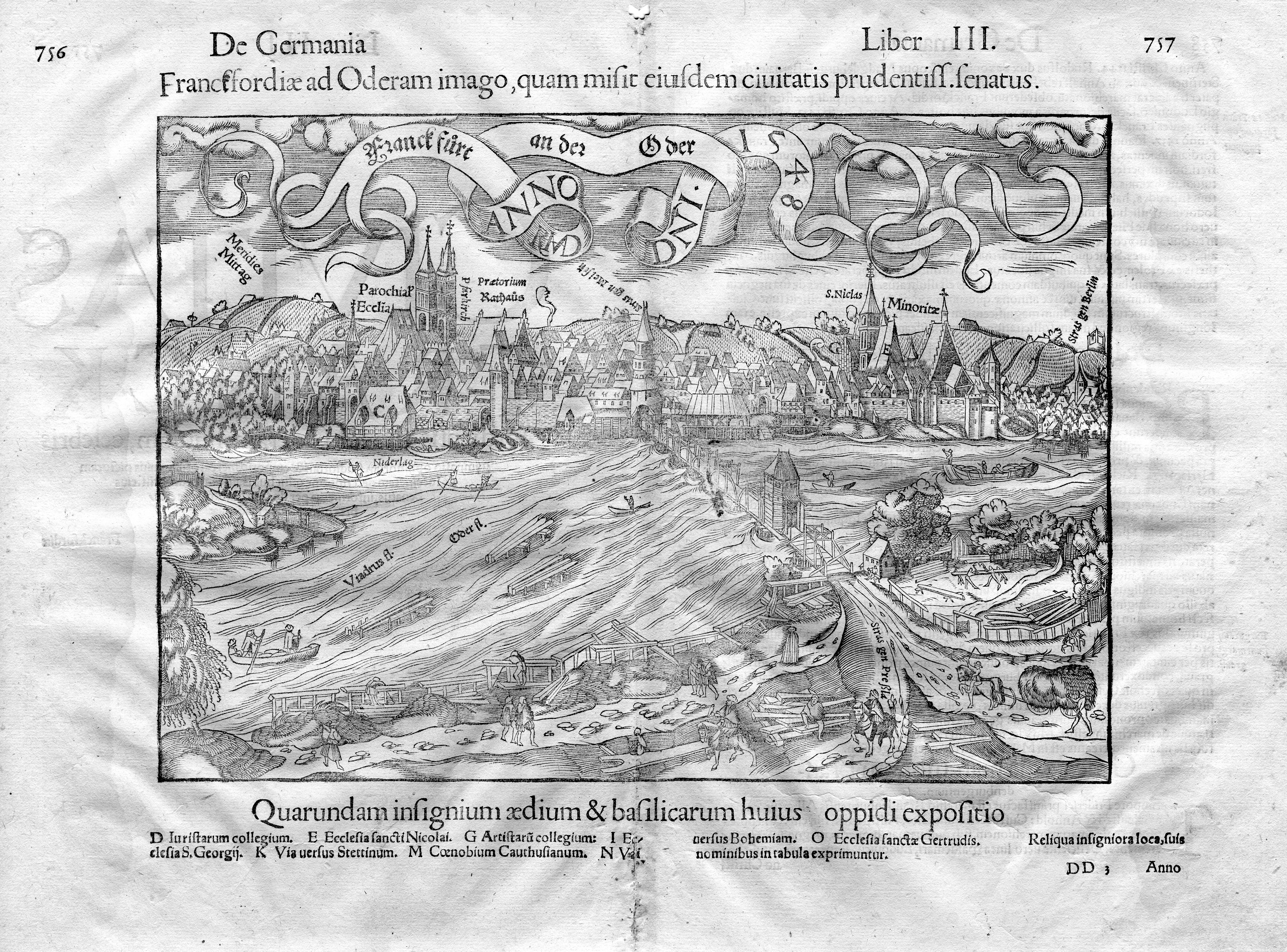
Frankfurt nad Odrou
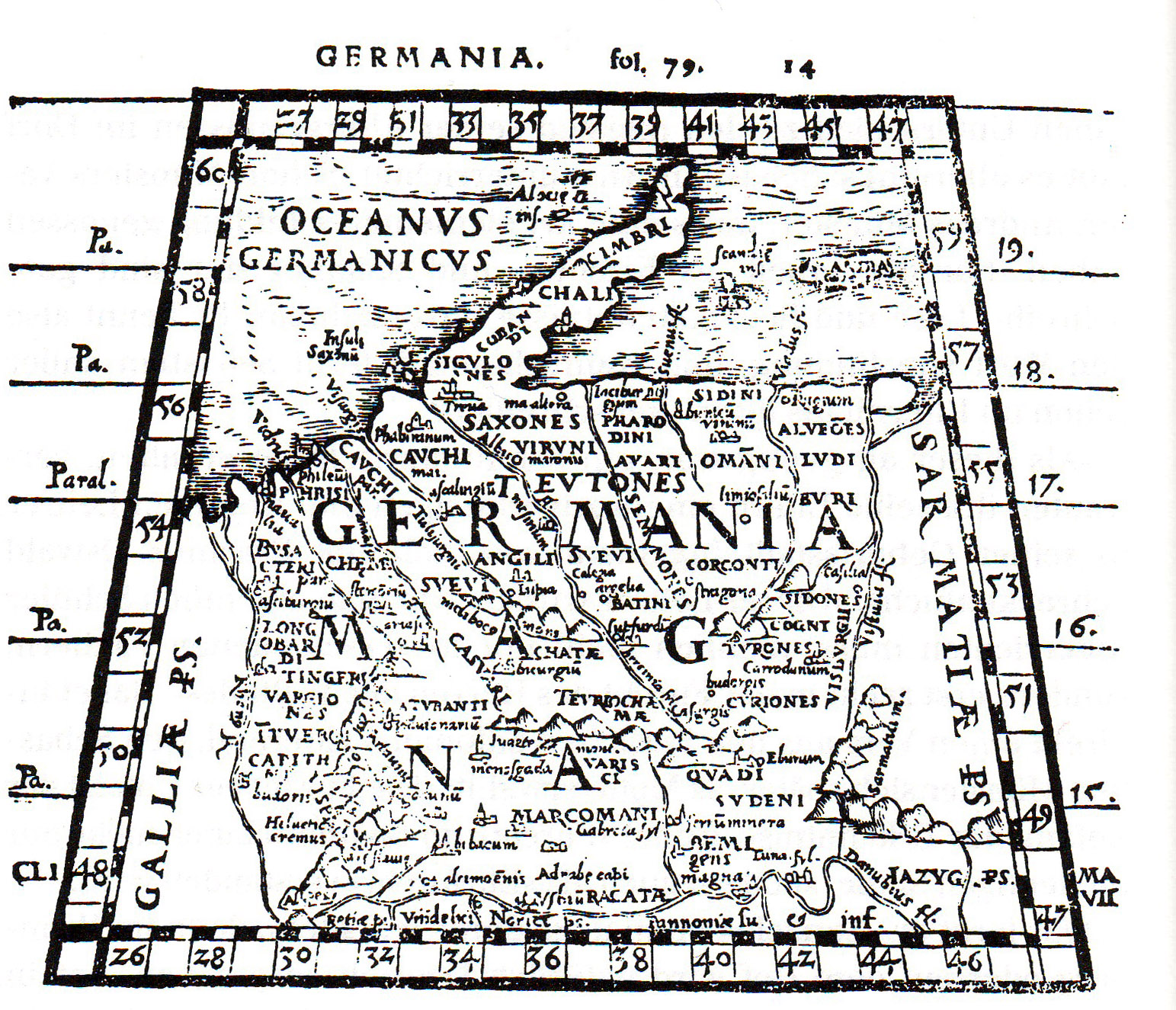
Mapa Německa
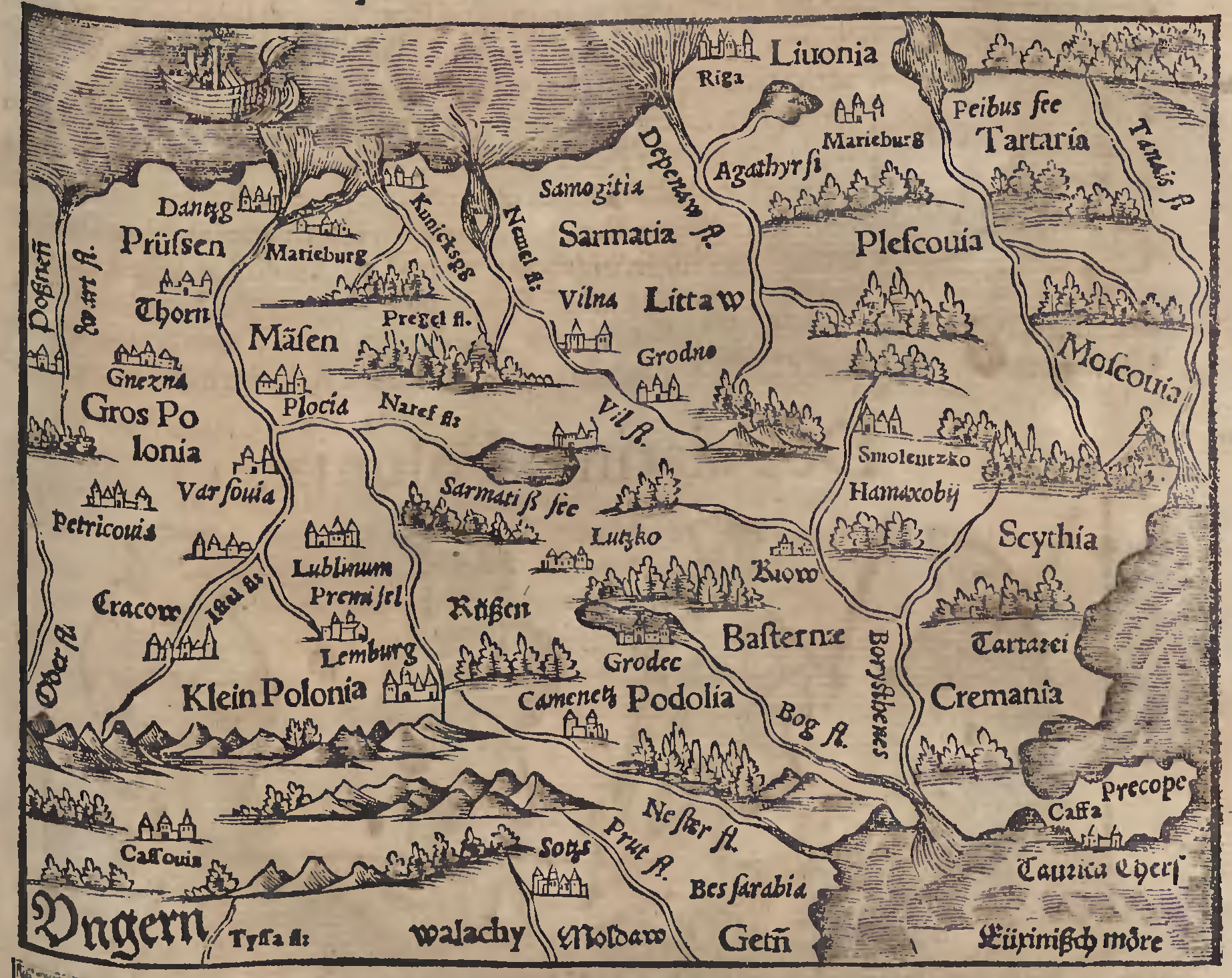
Mapa střední a východní Evropy
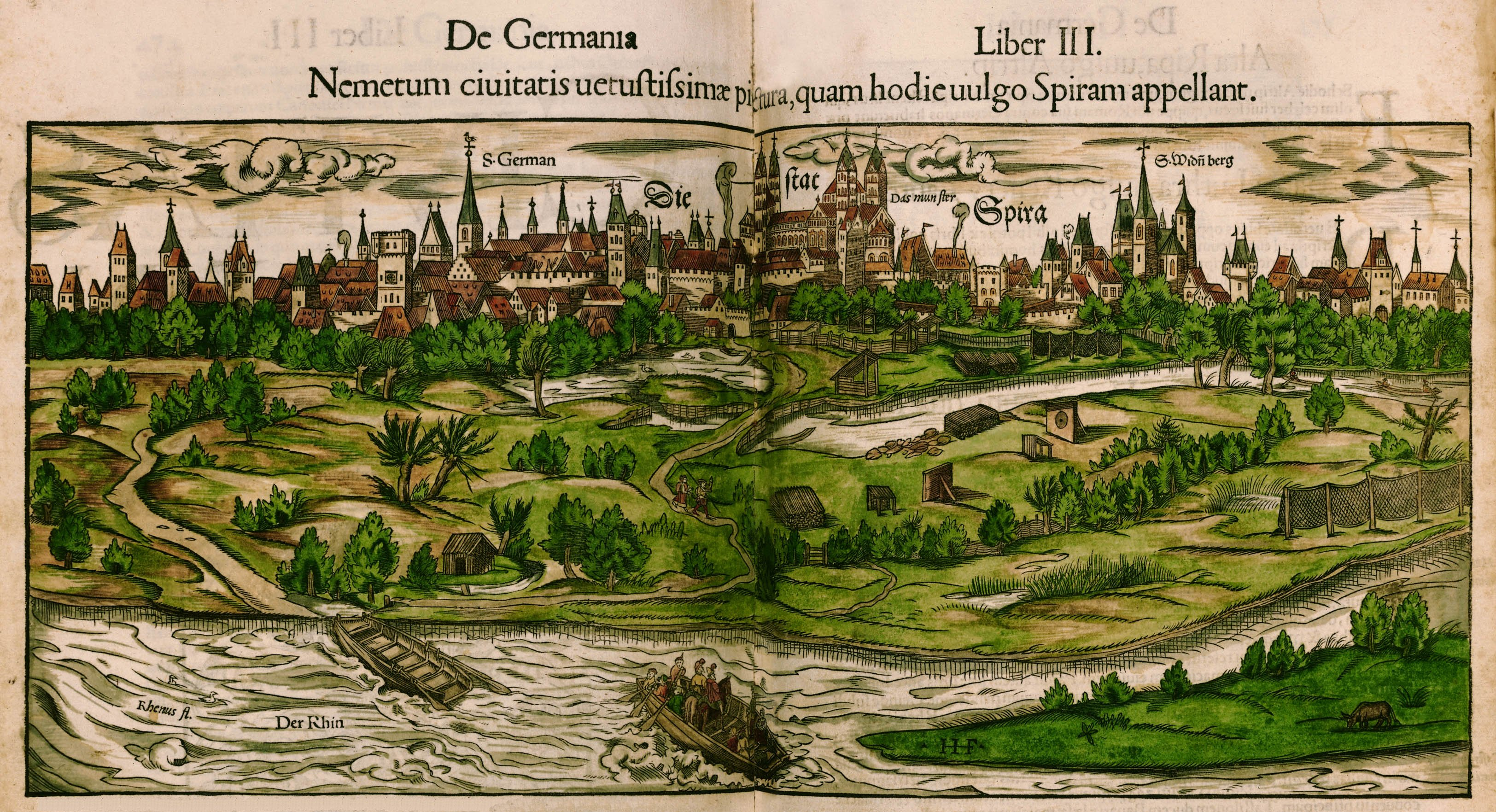
Špýr
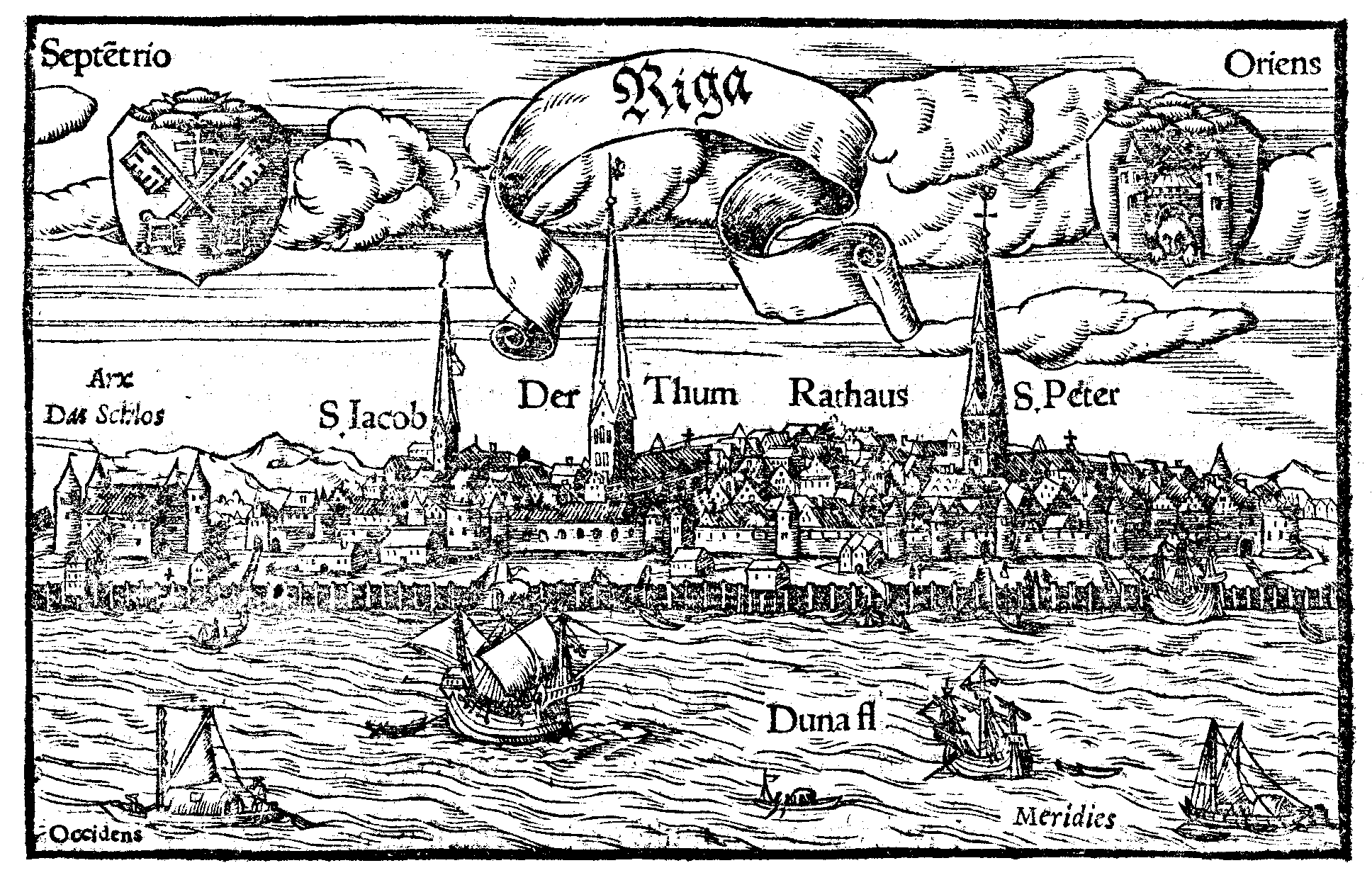
Panorama Rigy
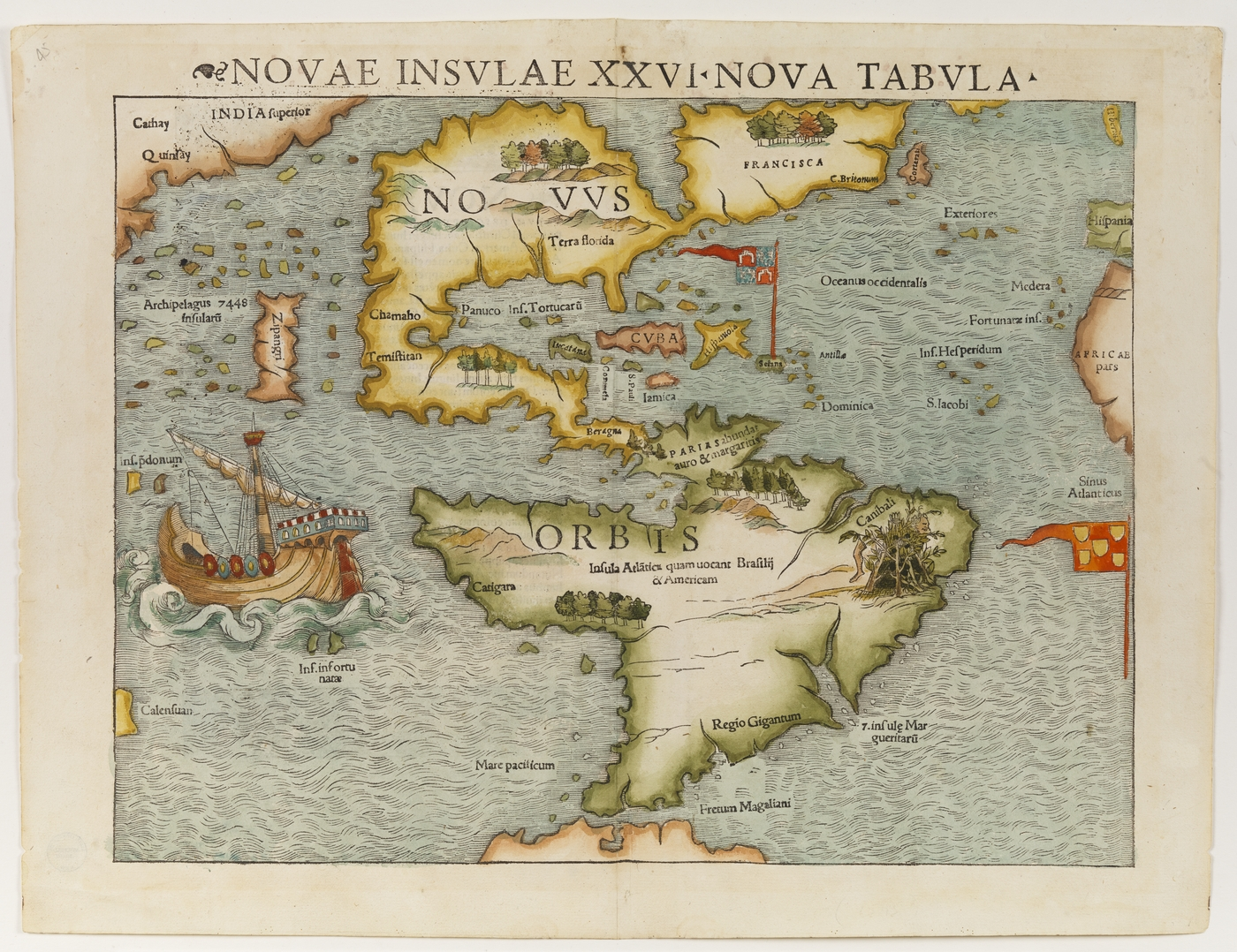
Mapa znázorňující Severní a Jižní Ameriku neboli „Nový svět“